# Alice Goffman
Alice Goffman (* 1982 in den USA) ist eine US-amerikanische Soziologin. Sie ist die Tochter aus zweiter Ehe des Kanadisch-US-amerikanischen Soziologen Erving Goffman. Sie wurde durch ihre Publikation On the Run. Fugitive Life in an American City (2014) bekannt, wurde aber nach dem Erscheinen wegen ihrer Forschungsmethode kritisiert. Von 2012 bis 2019 war sie Assistenz-Professorin für Soziologie an der University of Wisconsin in Madison und zugleich seit 2017 Visiting Assistant Professor am Pomona College. Als ihr 2019 von der University of Wisconsin eine Festanstellung (Tenure Track) verweigert wurde, zog sie sich aus dem akademischen Leben zurück.

## On the Run
Goffman machte ihr Bachelor-Examen im Fach Soziologie 2006 an der University of Pennsylvania und wurde 2010 an der Princeton University zur Ph.D. promoviert. Der Titel ihrer Doktorarbeit lautete On the run. Dafür wurde sie 2011 mit dem Dissertation Award der American Sociological Association ausgezeichnet. 2014 erschien eine erweiterte Fassung als Buch.
Die Besonderheit der Studie besteht, laut Henning Laux darin, dass die Verfasserin den Lebensalltag kriminalisierter Menschen über viele Jahre hinweg aus nächster Nähe begleitet hat. Aus ihrer teilnehmenden Beobachtung sei ein detailreichendes und berührendes Porträt über die Ausweglosigkeit der Spirale aus Armut, Drogen, Kriminalität, Gefängnis, Schulabbruch, Arbeitslosigkeit, Lebenskrisen und Gewalt entstanden, in die junge Schwarze verstrickt werden. Es zeige Menschen, die sich bereits als Jugendliche permanent auf der Flucht vor Bestrafung durch eine gewaltbereite Polizei und ein drakonisches Justizsystem befinden.
Anfangs fiel der akademische und mediale Rezeption des Buches positiv aus und wurde etwa als Studie in bester Tradition der Chicagoer Schule der Soziologie gelobt. Doch bald darauf mehrten sich kritische Bewertungen, die teilweise so weit gingen, Goffmann die freie Erfindung ihrer Ergebnisse vorzuwerfen (was widerlegt wurde). Eine andere Kritik galt der „kulturellen Anmaßung“, sich als Weiße aus der Mittelschicht zur soziologischen Advokatin armer Schwarzer zu machen. Weiter wurden ihr wegen ihrer persönlichen Nähe zum Alltagsleben der Zielgruppe Beteiligung an Straftaten vorgeworfen, bis hin zur Beihilfe zum Mordversuch.

## Auszeichnungen
- 2011: Dissertation Award für die beste Ph.D.-Dissertation eines Kalenderjahres der American Sociological Association.
- 2015: Jahresstipendium am Institute for Advanced Study in Princeton (New Jersey), USA.

## Veröffentlichungen
- On the Run: Fugitive Life in an American City. University of Chicago Press, Chicago, Illinois, USA 2014, ISBN 978-0-226-13671-4.
  - On the Run. Die Kriminalisierung der Armen in Amerika. Antje Kunstmann Verlag, München 2015, ISBN 978-3-95614-045-7.[6]